# 1812 (film)
Pour plus de détails, voir Fiche technique et Distribution.
1812 (titre original : 1812 Год [1812 God]) est un film russe réalisé par Vassili Gontcharov, assisté par Kai Hansen et Alexandre Ouralsky, sorti en 1912.
Ce film muet en noir et blanc retrace, un siècle après, la victoire de la Russie sur les troupes napoléoniennes lors de la guerre patriotique de 1812.

## Synopsis
Evocation de la retraite de Russie par la Grande armée.

## Fiche technique
- Titre original : 1812 Год [1812 God]
- Réalisation : Vassili Gontcharov, Kai Hansen et Alexandre Ouralsky
- Scénario : Vassili Gontcharov
- Directeurs de la photographie : Louis Forestier, Aleksandr Levitsky (ru), Joseph-Louis Mundwiller & Alexander Rillo
- Chef décorateur : Cheslav Sabinsky
- Producteur : Alexandre Khanjonkov
- Société de production : Pathé Frères (branche russe)
- Société de distribution : Pathé Frères (branche russe)
- Pays d'origine :  Empire russe
- Langue : russe
- Format : Noir et blanc – 1,33:1 – 35 mm – Muet
- Genre : drame historique
- Longueur de pellicule : 1 300 m
- Durée : 48 minutes
- Année : 1912
- Dates de sortie :
  -  Empire russe : 25 août 1912

## Distribution
- Vassili Gontcharov
- Aleksandra Goncharova
- Andreï Gromov
- Pavel Knorr : Napoléon
- Vassili Serjozhinikov
- A. Veskov